# Rothschildia inca
Rothschildia inca är en fjärilsart som beskrevs av Rothschild 1907. Rothschildia inca ingår i släktet Rothschildia och familjen påfågelsspinnare. Inga underarter finns listade.